# ジョン・ホワイトハースト

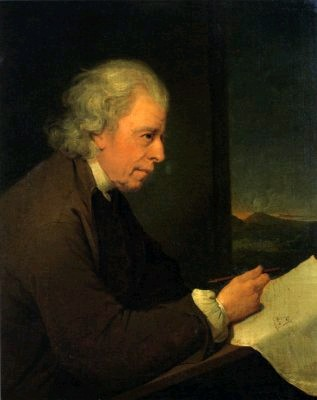
ジョン・ホワイトハースト（ジョセフ・ライト画）

ジョン・ホワイトハースト（英: John Whitehurst、1713年4月10日 - 1788年2月18日）は時計職人かつ科学者であり、初期の地質学に多大な貢献を行なった。彼はイングランドのチェシャー出身で、王立協会に所属し、またルナー・ソサエティの主要メンバーの一人だった。

## 生涯と業績
ホワイトハーストは同名の時計職人の息子としてチェシャーのコングルトンに生まれた。正規の教育を僅かに受けた後、息子のホワイトハーストは父から時計職人の技術を教わり、また父は息子の知識欲を励ました。息子は21歳の時にダブリンを訪れ、それまで話として聞いていた時計の興味深い製作工程を学んだ。1722年、息子は水槌ポンプの前身ともいえる水力式の「振動エンジン」を開発した。
1736年、息子のホワイトハーストはダービーで独立して事業を始め、彼ならではの工夫に富んだ機械製品をいくつも製作することで、重要な仕事を引き受けるようになった。中でも、彼は市役所の時計台を手がけ、それによって1737年9月6日に市の代議士に選出された。彼はまた温度計、気圧計、その他の自然科学に関する機器を製作し、また水道施設の工夫にも関心を寄せていた。機械学、空気力学、水力学の技術が必要とされる時には、ダービーシャーや近隣の州からあらゆる事業について彼に相談が持ちかけられた。
1774年、彼はロンドンの王立造幣局に職を得た。1775年、金貨の統制を改善させるための法案が成立すると、ホワイトハースト自身は特に自薦活動はしていなかったのだが、ニューカッスル公の推薦により、貨幣重量の刻印担当者になった。ホワイトハーストはロンドンに移った後、終生そこで科学の研究を続け、（それまでジェームズ・ファーガソンの住居だった）フリート・ストリートのコルト・コートの自宅で著名な科学者たちの訪問を受けた。
1778年、ホワイトハーストは地質学的な地層に関する学説を『地球の原初状態と形成に関する研究』という本で発表した。彼がダービーに居た頃から書き始められていたというこの著作の大元の意図とは、地下に眠る有用な鉱物をより容易に発見できるようにするというものだった。彼は自分の研究にあまりに根を詰めたため、健康を損ないがちだった。
1779年5月13日、ホワイトハーストは王立協会の会員に選ばれた。1783年にはジャイアンツ・コーズウェーおよび北アイルランドに残る火山の調査に派遣され、その時の記録は前掲書の第二版に盛り込まれた。1784年頃には聖トマス病院のため換気システムを考案している。1787年には『時間測定によって長さ・容積・重量を誤差なく測る試み』という本をロンドンで出版した。ホワイトハーストは重量の差を計測することで、地球の形状を求めたいと考え、様々な場所で重い振り子の挙動を調べた。すなわち振り子の長さ、振動の速さ、先端が振れる距離を測った。そしてそれらを、地球が球状だと仮定して計算した場合の理論値と比較した。まず、ロンドンの緯度において 1 秒間隔で振れる振り子の長さを 39.2 インチとすると、1 分間に 42 回振れる振り子の長さは 80 インチ、その倍の速度で振れる長さは 20 インチと計算でき、その差は丁度 60 インチである。しかし実験の結果、振動間隔が 1 秒の振り子の長さは 39.125 インチであり、前述の長さの差は 59.892 インチしかないことを彼は突き止めた。振り子の実際の長さ、重い物体が所定時間内に落下する距離、そのほか重力と地球の実際の形状に関する事項の推定に役立つデータを、彼は大まかにではあるが集めた。
1745年1月9日、彼はダービーシャーのトラスリーとダルベリーで教区牧師をしていたジョージ・グレットンの娘、エリザベス・グレットンと結婚した。1788年、フリート・ストリートのボルト・コートにあった自宅でホワイトハーストは没し、グレイズ・イン・ロードの聖アンドルー墓地で妻の隣に葬られた。夫妻は子供を残さなかった。
ホワイトハーストはジョセフ・ライトの絵画『太陽系儀の講義』で描かれている哲学者のモデルであると示唆されている。

## 主な著作
- Whitehurst, John (1778) (英語), An Inquiry into the Original State and Formation of the Earth, London: J. Cooper, ISBN 0405104650,  オリジナルの2011年7月24日時点におけるアーカイブ。 2011年7月24日閲覧。
- Whitehurst, John (1787) (英語), An Attempt Towards Obtaining Invariable Measures of Length, Capacity, and Weight, From the Mensuration of Time, Independent of the Mechanical Operations Requisite to Ascertain the Center of Oscillation, or the True Length of Pendulums, London: W. Bent

## 関連文献
- Craven, Maxwell (1996) (英語), John Whitehurst of Derby: Clockmaker and Scientist 1713-88, Derbyshire: Ashbourne, ISBN 0952327031
- Ford, Trevor D. (2002), “John Whitehurst (1713–1788): Philosopher, Geologist, Horologist and Engineer” (英語), Geology Today 18 (3):  100–107, doi:10.1046/j.1365-2451.2002.00342.x
- Graciano, Andrew (2005), “"The Book of Nature is Open to All Men": Geology, Mining and History in Joseph Wright’s Derbyshire Landscapes” (英語), The Huntington Library Quarterly 68 (4):  583–600, doi:10.1525/hlq.2005.68.4.583
- Graciano, Andrew (2008) (英語), Visualising the Unseen, Imagining the Unknown, Perfecting the Natural: Art and Science in the 18th and 19th Centuries, Cambridge Scholars Publishing, ISBN 1847185428
- Hutton, C. (1792) (英語), The Works of John Whitehurst, F.R.S., with Memoirs of his Life and Writings, London: W. Bent 2011年7月24日閲覧。